# Lauren Cholewinski
Lauren Myrtie Cholewinski (* 15. November 1988 in Pineville) ist eine ehemalige US-amerikanische Eisschnellläuferin.

## Werdegang
Cholewinski nahm in der Saison 2007/08 in Salt Lake City erstmals am Eisschnelllauf-Weltcup teil, wobei sie die Plätze 30 und 26 über 500 m errang und lief bei den Einzelstreckenweltmeisterschaften 2008 in Nagano auf den 22. Platz über 500 m. In der Saison 2009/10 wurde sie US-amerikanische Meisterin über 500 m und belegte bei den Olympischen Winterspielen 2010 in Vancouver den 30. Platz über 500 m. In der folgenden Saison erreichte sie mit dem zehnten Platz über 500 m in Obihiro ihre einzige Top-Zehn-Platzierung im Weltcup und kam bei den Einzelstreckenweltmeisterschaften 2011 in Inzell auf den 13. Platz über 500 m. In den folgenden Jahren belegte sie bei den Einzelstreckenweltmeisterschaften 2012 in Heerenveen jeweils den 24. Platz über 500 m und 1000 m und bei den Einzelstreckenweltmeisterschaften 2013 in Sotschi den 21. Rang über 500 m. In der Saison 2013/14 absolvierte sie in Berlin ihren letzten Weltcup, welchen sie auf dem 19. Platz über 500 m beendete und errang bei den Olympischen Winterspielen 2014 in Sotschi den 15. Platz über 500 m.

## Erfolge

### Olympische Spiele
- 2010 Vancouver: 30. Platz 500 m
- 2014 Sotschi: 15. Platz 500 m

### Einzelstrecken-Weltmeisterschaften
- 2008 Nagano: 22. Platz 500 m
- 2011 Inzell: 13. Platz 500 m
- 2012 Heerenveen: 24. Platz 500 m, 24. Platz 1000 m
- 2013 Sotschi: 21. Platz 500 m

## Persönliche Bestzeiten
| Disziplin | Zeit        | Datum             | Ort            |
| --------- | ----------- | ----------------- | -------------- |
| 500 m     | 37,60 s     | 15. November 2013 | Salt Lake City |
| 1000 m    | 1:17,82 min | 26. Oktober 2013  | Salt Lake City |
| 1500 m    | 2:07,94 min | 26. Oktober 2007  | Salt Lake City |
| 3000 m    | 4:58,55 min | 25. August 2007   | Salt Lake City |